# Meglin Kiddies

Meglin Kiddies est une troupe américaine fondée en 1928 et dissoute en 1962 et qui était constituée de jeunes acteurs, musiciens ou danseurs, âgés de maximum 16 ans.

## Historique
La troupe est créée en 1928 par Ethel Meglin, une Ziegfeld girl ayant joué dans plusieurs longs métrages. Mack Sennett, l'acteur roi du slapstick et directeur des Keystone Studios, a favorisé la formation de la troupe. Le bâtiment abritant le Meglin Dance Studio était situé Hollywood Boulevard, au deuxième étage.
L'un des enfants stars les plus connus de tous les temps, Shirley Temple, était une danseuse de la troupe des Meglin Kiddie où elle fut recrutée par les producteurs d'Educational Studios. Une autre enfant-actrice membre de la troupe est Judy Garland.
Dans les années 1950, les Meglin Kiddies avaient un show télévisé.
Ethel Meglin met fin aux activités du studio et de la troupe en 1962.

## Le cinéma
La troupe a joué dans plusieurs films :
- 1932 :  The Land of Oz, a Sequel to the 'Wizard of Oz'
- 1933 : Dora's Dunking Doughnuts (sous le nom de Meglin Kiddies Band)
- 1934 : In Love with Life
- 1935 : Show Kids (sous le nom de The Famous Meglin Kiddies)
- 1936 : Roarin' Lead (en)
- 1936 : Too Many Parents
- 1937 : Le Chant du printemps : les enfants au Maypole
- 1937 : Trailing Along

## Meglin Kiddies célèbres
- Scotty Beckett
- Jackie Cooper
- Beverley DeLay
- Nola Fairbanks (en)
- Judy Garland
- Farley Granger
- Virginia Grey
- Donna Hardway
- Donald Henderson
- Darryl Hickman
- Dwayne Hickman
- June Lang
- Billy Lee
- Paul Marco
- Ann Miller
- Mickey Rooney
- Melody Thomas Scott
- Shirley Temple
- Jane Withers
- Nyra Neubauer